# Ле Бретон, Огюст
Огю́ст Ле Брето́н (фр. Auguste Le Breton), псевдоним; настоящая фамилия Монфор (Montfort; 18 февраля 1913, Лесневен, Финистер — 31 мая 1999, Сен-Жермен-ан-Ле, Ивелин) — французский писатель, получивший известность благодаря своему дебютному роману «Мужская разборка» (1953). Это был первый во Франции опыт «черного» романа; секретом его успеха был реализм в изображении автором нравов и языка криминальной среды, которые он знал изнутри — Ле Бретон был известным карточным игроком, вором с младых ногтей.
Именно в уголовном мире будущий писатель получил кличку «Ле Бретон» (Бретонец), ставшую впоследствии его литературным псевдонимом. Для романов Ле Бретона, скорее гангстерских, чем полицейских, характерны жёсткость, до известной степени прославление мифологии преступного мира со специфическим понятием о чести. Как правило присутствует тема обречённости людей из этой среды. Всего написал 77 криминальных и полицейских романов, многие из которых экранизированы и стали классикой остросюжетного кино («Мужская разборка», «Схватка в Париже», «Сицилийский клан»). В экранизациях его романов снимались такие звёзды, как Жан Габен, Лино Вентура, Ален Делон, Жан-Поль Бельмондо, Робер Оссейн. Помимо художественных произведений написал биографию Эдит Пиаф («Малышка по прозвищу Пиаф»), два словаря воровского жаргона, а в 1998 был опубликован сборник его стихов.
На русском языке публиковался мало. В 2008 издательство «Терра-Книжный клуб» выпустило авторский сборник О. ле Бретона «Сицилийский клан», куда, помимо одноименного романа, вошли: «Мужская разборка», «Женская разборка» и «Схватка в Париже».